# بخش کراسنوگوردسکی
بخش کراسنوگوردسکی (به لاتین: Krasnogorodsky District) یک منطقهٔ مسکونی در روسیه است که در استان پسکوف واقع شده‌است.